# Saschori
Saschori (gruz. სასხორი) – wieś w Gruzji, w Mcchecie-Mtianetii, w gminie Mccheta.  W 2014 roku liczyła 332 mieszkańców.